# 一點明體
一點明體（英語：I.Ming，字體安裝后顯示 I.明體）是由一點字坊所製作的開源中文明體字型，以遵從字源和考慮美觀等角度，製作的傳承字形（舊字形）字體。該字體以開源的 IPA 字型授權發佈，屬於開源軟體。

## 設計
一點明體是以日文的IPAmj明朝體修改而成，中宮相比思源宋體略緊，筆畫呈現現代風格。

## 收字範圍
一點明體完整收錄五大碼、GB 2312、IICore、通用規範漢字表及《常用香港外字表》1.8 版的所有漢字。另外該字型也收錄了「再會豆腐字」《本土語言外字表》的全部字形、《康熙字典》所有字頭，以及完整填充 康熙部首及补充、注音符號及擴展、蘇州碼子、麻將牌、象棋、算籌等Unicode區段。

## 字形
一點明體是依照一點字坊所編纂的「傳承字形標準化文件」內的《傳承字形部件校檢表》和《傳承字形推薦形體表》所製作。其中該二文檔以匯整傳承字形爲主，兼顧字理和美觀性。另外，該字體依據《傳承字形部件校檢表》內提供的簡化字傳承字形處理方式修改製作。

## 字體特性
一點明體以 OpenType 技術封裝，其中提供了部分漢字相關文種（例如粵拼、普通話拼音、白話字、台羅拼音）的技術支援，也包含超過五萬餘漢字字形以支援粵語和臺閩漢字。
該字體也以獨立文件的方式分發不同款式。異體版收錄了部分可更換的傳承字形，而 CP 版則是提供標點符號置放於漢字框中間。該字體也在 8.00 版更新時加入「新一細明體」，提供和新細明體一樣行高的開源度量兼容字型。

## 外部鏈接
- 一點明體GitHub倉庫 （页面存档备份，存于）